# Jean-Octave Dussault
Jean-Octave Dussault, né le 6 octobre 1883 à Sainte-Marguerite et mort le 10 février 1968 à Beauport, est un médecin et philanthrope québécois.

## Biographie
Il est le fils de Gédéon Dussault et de Victorine Bilodeau. Il épouse Marguerite Piché le 15 février 1915 en l'église Saint-Jean-Baptiste de Québec. Il est le grand-père de la journaliste Anne-Marie Dussault.
Il étudie à la Faculté de médecine de l'Université Laval et effectue un internat à Paris. Passionné de musique, il crée en 1908 une école de musique gratuite. Il consacre sa pratique médicale aux soins pour les plus démunis. En 1930, il fonde derrière sa résidence le « Conservatoire national de musique », ancêtre de l'actuel Conservatoire de musique et d'art dramatique du Québec. Trois ans plus tard, une section dramatique est ouverte du nom de « Comédie canadienne française ». En 1933, il cofonde le « Club économique des familles », un organisme philanthropique visant à offrir des réductions sur les achats quotidiens et des soins médicaux aux pauvres.
Décédé en 1968, il est inhumé au cimetière Notre-Dame-de-Belmont. 

## Hommages
Une plaque apposée en 2018 sur sa résidence au 541-547 rue Saint-Jean, à Québec, lui rend hommage.